# 麥哲倫探險隊
麥哲倫探險隊又被稱做麥哲倫-艾爾卡諾探險隊，是指在16世紀，由葡萄牙探險家斐迪南·麥哲倫策劃和領導的西班牙帝國海軍探險隊，希望能夠發現串聯大西洋到太平洋、西班牙到東亞的海上航線。麥哲倫探險隊最初由五艘船組成。根據各種估計，整個船隊共有235名至280名士兵和水手組成，例如編年史家安東尼奧·皮加費塔便在船上。最終麥哲倫探險隊完成尋找前往摩鹿加群島之西行航線的主要目標，並橫渡大西洋、太平洋和印度洋，完成歷史技術上首次環遊世界的航行。
1519年，探險隊從西班牙出發，橫渡大西洋，沿著南美洲西海岸航行。其後艦隊首次橫渡太平洋，途經菲律賓，歷經兩年終於抵達摩鹿加群島。1522年，在麥哲倫逝菲律賓的戰役衝突中逝世後，西班牙航海家胡安·塞巴斯提安·艾爾卡諾接續指揮維多利亞號返航，由完成探險隊的航程。探險隊在航行過程中面臨許多困境，包括以西班牙人為主的船員（包括艾爾卡諾本人）發起叛亂、面臨飢餓、感染壞血病、遭遇風暴、以及與原住民族交戰。
這次探險隊主要接受神聖羅馬帝國皇帝、西班牙國王查理一世資助，因為根據《托德西利亞斯條約》，前往摩鹿加群島的東行航線由葡萄牙帝國控制，因此西班牙希望能發現另一條前往摩鹿加群島的西行航線圖利。儘管這次探險確實找到一條航線，但比預期的時間更長、更艱鉅，因而沒有商業用途。但儘管如此，這次探險被視為是航海技術最偉大的成就之一，且對歐洲認識世界產生重大的影響。

## 航行經過

### 麥哲倫指揮
早在1515年，葡萄牙貴族斐迪南·麥哲倫制定一項向西到達摩鹿加群島（香料群島）的計劃，其目的是開闢前往摩鹿加群島的貿易路線。1519年8月10日，探險隊自西班牙塞維亞出發，沿著瓜達幾維河抵達海邊。幾天後，船艦艦長們完成準備工作。9月20日，麥哲倫的船隊離開桑盧卡爾-德巴拉梅達，船隊向西南方移動，橫渡大西洋。其後船隊在海上度過大約三個月的時間，並登陸瓜納巴拉灣（後來在此建立里約熱內盧）。探險隊在陸上待了三個星期，便趁著南半球夏季，沿著南美洲的巴西、阿根廷東海岸向南航行。
1520年4月1日，三艘船艦在巴塔哥尼亞發動叛亂，最後麥哲倫取得指揮權，而叛亂領導人遭到審判處決。同年5月，聖地牙哥號觸礁，35名倖存水手藉由陸路與船隊其他成員會合。1520年11月1日，儘管遭遇到暴風雨，四艘船隻進入新發現的狹窄海峽，並將其命名為「麥哲倫海峽」。由於發現原住民火地島人營地和頻繁的森林火災，位於海峽後方的島嶼被船長命名為「大火地島」。其後航海家埃斯特萬·戈麥斯打傷聖安東尼奧號的船長（麥哲倫侄子），並逕自指揮該船航行。隨後聖安東尼奧號拋棄其他船隻，在1521年3月返回西班牙。
11月28日，剩下的三艘船成功通過麥哲倫海峽，進入大洋。由於船隊在四個月的航行中，整片大洋水域並沒有發生任何風暴，麥哲倫將其命名「太平洋」。不過這時幾乎所有船員都患有壞血病，並且缺水缺糧。1521年2月13日，探險隊再次穿越赤道。3月6日，探險隊看到關島的山峰。隨後船隊完成首次橫渡太平洋，到達以前歐洲人所不知道的菲律賓群島。船隊隨後並在菲律賓暫時休息。但在4月27日，麥哲倫在麥克坦島的麥克坦戰役中遭到殺害。5月1日，大部分船隊的軍官在菲律賓遭到殺害。

### 剩餘船隻
由於船員減少，康塞普西翁號遭到探險隊遺棄並燒毀。其後探險隊繼續航行至其目標摩鹿加群島。這時探險隊只剩下兩艘船隻：旗艦特立尼達號、及船隊最小船隻維多利亞號。在貢薩洛·戈麥斯·德·埃斯皮諾薩指揮下，特立尼達號試圖穿越太平洋返西班牙，但由於遭遇風暴，在七個月後難以返回特爾納特島。在這期間，葡萄牙部隊俘虜剩餘的特立尼達號船員。其後在艱苦的勞動中，包括埃斯皮諾薩在內的四、五人倖存下來。
另一方面，胡安·塞巴斯提安·艾爾卡諾率領精疲力竭的維多利亞號船員，在1521年12月11日離開摩鹿加群島。其後船隊向西航行穿越印度洋，接著繞過好望角。其後探險隊沿著西非海岸向北航行，穿過葡萄牙帝國控制的水域。在停留維德角群島時，葡萄牙人逮捕維多利亞號13名船員。1522年9月6日，探險隊僅存的維多利亞號返回西班牙桑盧卡爾-德巴拉梅達，這時船上只有有18名倖存成員搭乘。同日，由於船況惡劣，該船被拖往上游的塞維亞。艾爾卡諾因而獲得徽章。

## 後續發展
1523 年，皇家秘書馬克馬克西米蘭·特蘭西瓦拉斯首次發表有關這次探險的著作。同年，12名在維德角遭葡萄牙人俘虜的人返回西班牙。其後數十年，其他受困在摩鹿加群島的船員以葡萄牙人返回歐洲。儘管麥哲倫-艾爾卡諾探險隊損失多艘船隻和超過60%人員，其中只有聖安東尼奧號和維多利亞號順利返回西班牙，且只有後者是唯一一艘完成環球航行的船隻。但是船隊仍然順利回收所有費用，並在支付退休金和訴訟賠償後，甚至還取得小額的收益。
在所有士兵和水手中，只有35人完成環球航行的紀錄。其中胡安·塞巴斯提安·艾爾卡諾等18人搭乘維多利亞號返回西班牙，是第一批完成環球航行的人員。另外17人則是乘坐葡萄牙船隻抵達西班牙。整個航行因為安東尼奧·皮加費塔所留下的紀錄而廣為人知。儘管探險隊尋找前往香料群島之西行航線的主要目標已經實現，但是麥哲倫海峽並不適合航行。1529年，摩鹿加群島被割讓給葡萄牙王室，以此交換菲律賓。1580年，法蘭西斯·德瑞克再次進行環球航行。